# 久間和生
久間 和生（きゅうま かずお、1949年10月22日 - ）は、日本の技術者、実業家、工学博士。三菱電機先端技術総合研究所長や、同社代表執行役副社長等を経て、国立研究開発法人農業・食品産業技術総合研究機構理事長、レーザー学会会長、日本工学アカデミー副会長。内閣府総合科学技術会議議員、内閣府総合科学技術・イノベーション会議議員、計測自動制御学会会長、応用物理学会副会長等も歴任。

## 人物・経歴
東京都大田区雪ヶ谷生まれ。豊中市立桜塚小学校を経て、小学校6年から東京に戻り、1968年駒場東邦高等学校卒業。1972年東京工業大学（のちの東京科学大学）工学部電子工学科卒業。同期のトップに小長井誠東京工業大学名誉教授がいた。
1977年東京工業大学大学院電子物理工学専攻博士課程修了、工学博士。
同年三菱電機入社、中央研究所配属。1985年から86年までカリフォルニア工科大学客員研究員として留学しアムノン・ヤリーヴに師事。1993年三菱電機半導体基礎研究所第3研究部長。1998年半導体事業本部人工網膜LSI事業推進プロジェクトマネージャー。2002年先端技術総合研究所システム技術部門長。2003年先端技術総合研究所長。2006年常務執行役開発本部長。2008年上席常務執行役開発本部長、計測自動制御学会会長。2010年専務執行役半導体・デバイス事業本部長。2011年代表執行役副社長。2012年常任顧問。
2013年内閣府総合科学技術会議議員、応用物理学会副会長。2014年内閣府総合科学技術・イノベーション会議議員。2018年レーザー学会会長。同年から国立研究開発法人農業・食品産業技術総合研究機構理事長を務め、スマート農業の開発や、シンクタンク部門の新設などを行った。2018年国立研究開発法人協議会副会長。2020年日本工学アカデミー副会長、筑波研究学園都市交流協議会会長。2022年国立研究開発法人協議会会長。

## 親族
父は新日本窒素肥料の職員。国家公務員だった祖父のルーツは長崎県島原市で、久間章生元防衛大臣ははとこにあたる。ワシントン大学東アジア図書館副館長などを務めた久間照子は叔母。

## 受賞
- 光産業技術振興協会櫻井健二郎氏記念賞(1991年)[17]
- 市村産業賞(1996年)[17]
- Optical Society of America Fellow Award(1996年)[6]
- 科学技術庁長官注目発明賞(1996年)[6]
- IEEE Fellow Award(1997年)[6]
- R&D 100賞(1997年)[6]
- 大河内記念技術賞(2000年)[17]
- 全国発明表彰(2001年)[17]